# Taylor & Prandi
La Taylor&Prandi fu un'azienda meccanica del Regno di Sardegna.

## Storia
Venne fondata a Sampierdarena, comune nelle vicinanze di Genova, nel 1846 con soci fondatori quali l'ingegnere britannico Philip Taylor (1786-1870), già direttore del cantiere navale di Marsiglia giunto in Italia nel 1840, e l'imprenditore piemontese Fortunato Prandi. Taylor valutò la conformazione geografica del luogo e fece la proposta a Prandi di costituire un'azienda con officina meccanica e cantiere navale adatto alla costruzione di piroscafi. 
La necessità dei piemontesi fu quella di fabbricare componenti meccaniche per la realizzazione della ferrovia Genova-Torino. Il Regno di Sardegna diede dei capitali come anticipo per le commesse che da lì a poco sarebbero dovute partire.
Nel maggio del 1846 fu firmata la convenzione tra l'Agenzia generale delle strade ferrate e la Taylor & Prandi; tale convenzione prevedeva la costruzione di una grande officina metallurgica a Genova con capitali anticipati dallo Stato e garantiva condizioni di favore alla ditta.
Nello stesso anno, dopo aver ricevuto la concessione da parte dello Stato di costruire la fabbrica nella zona sull'argine sinistro del Polcevera, nacque la Taylor & Prandi, all'epoca uno degli stabilimenti più grandi della penisola.
L'esperienza della ditta mostrò gravi limiti, non riuscendosi a specializzarsi, con scarsa qualità delle produzioni e non fu più in grado di restituire i finanziamenti ricevuti. All'inizio degli anni cinquanta Taylor, in conflitto con Prandi, si ritirò dalla società.

### Cessione allo Stato sabaudo e nascita dell'Ansaldo
Nel 1852 venne stipulato un nuovo accordo con il governo e con la società ferroviaria. Lo stabilimento Taylor & Prandi venne acquisito da una società composta da Carlo Bombrini (direttore Banca nazionale del regno sardo), Raffaele Rubattino (armatore), Giacomo Filippo Penco (finanziere) e Giovanni Ansaldo. Venne costituita l'Ansaldo.
(25.02.1853 volume VIII  243-249 cc. (7 cc.))